# Cybaeodamus
Genre
Synonymes
- Hyltoniella Mello-Leitão, 1940
- Valcheta Mello-Leitão, 1940

Cybaeodamus est un genre d'araignées aranéomorphes de la famille des Zodariidae.

## Distribution
Les espèces de ce genre se rencontrent en Amérique du Sud.

## Liste des espèces
Selon World Spider Catalog (version 26, 23/07/2025) :
- Cybaeodamus ampullatus Henrard, Jocqué & Carvalho, 2025
- Cybaeodamus brescoviti Lise, Ott & Rodrigues, 2009
- Cybaeodamus enigmaticus (Mello-Leitão, 1939)
- Cybaeodamus lentiginosus (Simon, 1905)
- Cybaeodamus lycosoides (Nicolet, 1849)
- Cybaeodamus malkini Henrard, Jocqué & Carvalho, 2025
- Cybaeodamus meridionalis Lise, Ott & Rodrigues, 2009
- Cybaeodamus ornatus Mello-Leitão, 1938
- Cybaeodamus spinosissimus Henrard, Jocqué & Carvalho, 2025
- Cybaeodamus taim Lise, Ott & Rodrigues, 2009
- Cybaeodamus tocantins Lise, Ott & Rodrigues, 2009

## Systématique et taxinomie
Ce genre a été décrit par Mello-Leitão en 1938 dans les Agelenidae. Il est placé dans les Zodariidae par Roth en 1965.
Hyltoniella et Valcheta ont été placés en synonymie par Jocqué en 1991.

## Publication originale
- Mello-Leitão, 1938 : « Algunas arañas nuevas de la Argentina. » Revista del Museo de La Plata Nueva Serie, vol. 1, p. 89-118.